# Luigi Bianco
Luigi Bianco (ur. 3 marca 1960 w Montemagno) – włoski duchowny katolicki, arcybiskup, nuncjusz apostolski w Słowenii od 2025.

## Życiorys
10 listopada 1984 otrzymał święcenia kapłańskie i został inkardynowany do diecezji Casale Monferrato. W 1985 rozpoczął przygotowanie do służby dyplomatycznej na Papieskiej Akademii Kościelnej. 
12 stycznia 2009 został mianowany przez Benedykta XVI nuncjuszem apostolskim w Hondurasie oraz arcybiskupem tytularnym Falerone. Sakry biskupiej 25 kwietnia 2009 r. udzielił mu Sekretarz Stanu Tarcisio Bertone.
12 lipca 2014 został przeniesiony do nuncjatury w Etiopii. Od 10 września 2014 był jednocześnie akredytowany w Somalii i Dżibuti.
4 lutego 2019 został mianowany nuncjuszem apostolskim w Ugandzie.
20 maja 2025 papież Leon XIV mianował go nuncjuszem apostolskim w Słowenii oraz delegatem dla Kosowa.